# Der fremde Vogel
Der fremde Vogel è un film muto del 1911 scritto e diretto da Urban Gad.

## Trama
Miss May, una giovane inglese, viaggia lungo la Sprea accompagnata dal padre, sir Arthur, da un amico, Herbert Bruce e dalla signorina Hobbs. In realtà, la vacanza dovrebbe concludersi con l'impegno per May di sposare Herbert, secondo la volontà di suo padre. Ma la giovane donna si innamora, invece, di un barcaiolo del posto, Max. Il loro amore viene osteggiato non solo da sir Arthur, ma anche dalla madre di Max e da Grete, la ragazza destinata a diventare sua moglie. I due innamorati scappano e fuggono lungo il fiume. Max lascia sola May che scivola, cade in acqua e annega. Il suo corpo, circondato da ninfee, galleggia nell'acqua della Sprea.

## Produzione
Il film fu prodotto dalla Deutsche Bioscop GmbH e Projektions-AG Union (PAGU). Venne girato a Spreewald, nel Brandeburgo

## Distribuzione
Il visto di censura porta la data del 30 ottobre 1911 e vieta il film ai minori.
Distribuito dalla Projektions-AG Union (PAGU), uscì nelle sale cinematografiche tedesche l'11 novembre 1911. Venne distribuito anche in Danimarca come Den fremmede fugl (28 agosto 1912) e in Finlandia (2 settembre 1912). Il 7 febbraio 1983 è stato proiettato alla Cinemateca Portuguesa.